# Varpelev Sogn
Varpelev Sogn 
ist eine Kirchspielsgemeinde (dän.: Sogn)
auf der Insel Sjælland im südlichen Dänemark.
Bis 1970 gehörte sie zur Harde Stevns Herred im damaligen Præstø Amt, danach zur Vallø Kommune im Roskilde Amt, die im Zuge der Kommunalreform zum 1. Januar 2007 in der Stevns Kommune in der Region Sjælland aufgegangen ist.
Im Kirchspiel leben 255 Einwohner (Stand: 1. Januar 2023).

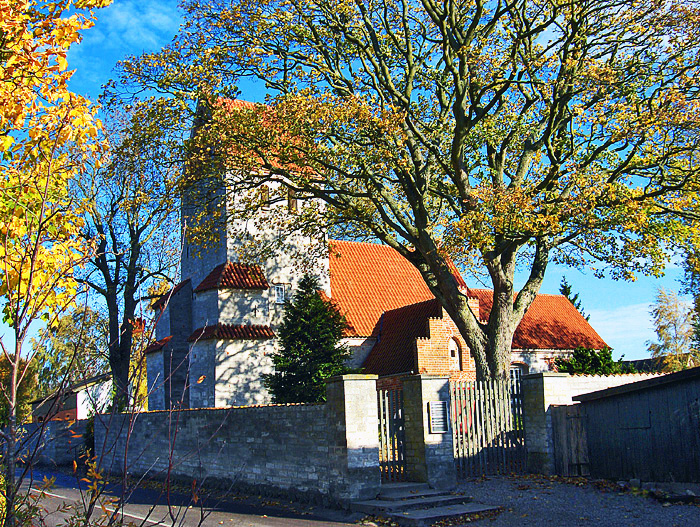
Varpelev Kirke (Stevns)

Im Kirchspiel liegt die Kirche „Varpelev Kirke“.
Nachbargemeinden sind im Norden Strøby Sogn, im Osten Magleby Stevns Sogn, im Süden Hellested Sogn und im Westen Hårlev Sogn.